# 스승의 은혜
《스승의 은혜》는 강소천이 작사하고 권길상이 작곡한 노래로, 대한민국에서 스승의 날에 주로 불린다. 특히 학창 시절 스승에 대한 감사의 마음을 담아 애창된다. 가사는 "스승의 은혜는 하늘같아서... 참되거라 바르거라"와 같으며 전인격적인 가르침을 준다.

## 같이 보기
- 교사의 날